# Liolaemus confusus
Liolaemus confusus — вид ігуаноподібних ящірок родини Liolaemidae. Ендемік Чилі.

## Поширення і екологія
Liolaemus confusus відомі за кількома зразками, зібраними в регіоні О'Хіггінс в центральному Чилі. Вони живуть на гірських схилах, місцями порослих чагарниками. Зустрічаються на висоті від 395 до 750 м над рівнем моря. Живляться комахами.